# 스모차
스모차(smocha)는 케냐의 길거리 음식이다. 차파티에 스모키와 카춤바리를 넣어 싼 랩이다. 달걀, 채소, 라면 등 다른 재료 및, 여러 가지 소스를 선택할 수 있다. 나이로비 등지에서 흔히 볼 수 있다.

## 같이 보기
- 스모키 파수아